# Luca Kämmer

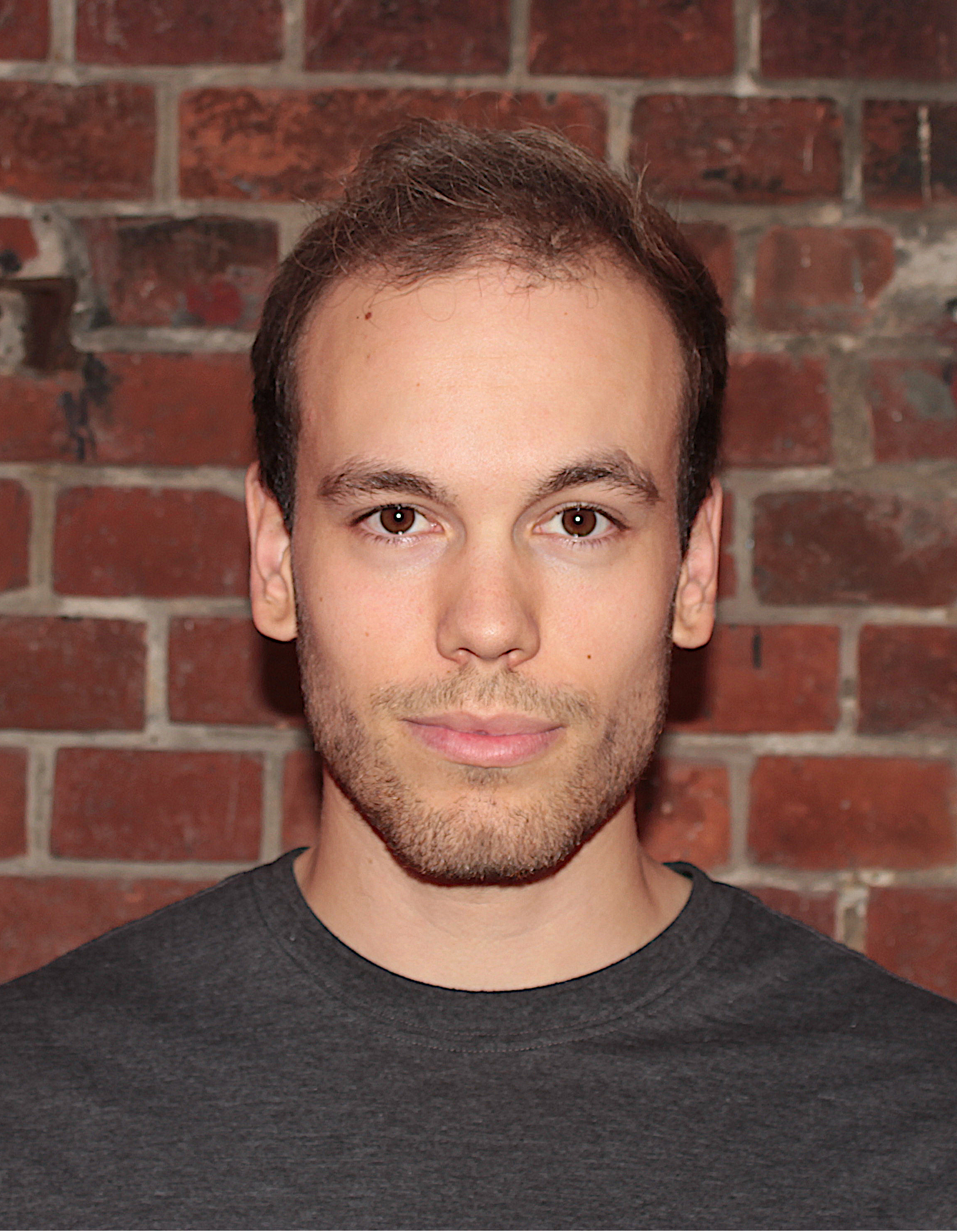
Luca Kämmer (2020)

Luca Kämmer (* 1996 in Köln) ist ein deutscher Synchronsprecher, Hörspielsprecher und Schauspieler.

## Synchron (Auswahl)

### Film
- 2009: Lauras Stern und der geheimnisvolle Drache Nian – als Junge
- 2009: Leaves of Grass – Henry Max Nelson als Tommy Feinmann
- 2009: Solitary Man – Jake Siciliano als Scotty
- 2009: Zwei Hochzeiten und ein Liebesfall – Leroy Harris als Niamhs Ältester
- 2010: A Beginner’s Guide to Endings – Siam Yu als Todd
- 2010: Jonah Hex – Luke James Fleischmann als Travis
- 2010: True Legend – Hanwen Suen als Feng
- 2011: Das Jahr, in dem wir uns kennen lernten – Chase Ellison als Christopher
- 2011: Lauras Stern und die Traummonster – als Ben
- 2011: The Real American – Joe McCarthy – Liam Mockridge als Joseph McCarthy
- 2013: Il Futuro – Eine Lumpengeschichte in Rom – Luigi Ciardo als Tomas
- 2015: Sky: Der Himmel in mir – Daniel Polo als Mickey
- 2016: Pattaya – als Ghetto Kind
- 2016: Tell the World – Corry Burke als Cape Elizabeth Pastor
- 2016: Vampire Nation – Badlands – Zane Clifford als Juda
- 2016: Ein verschneiter Tag – Ian Alexander Jr. als Michael
- 2017: Downrange – Die Zielscheibe bist du! – Anthony Kirlew als Eric
- 2019: We Die Young – Gegen die härteste Gang – Elijah Rodriguez als Lucas
- 2020: Boys from County Hell – Jack Rowan als Eugene Moffat
- 2021: The French Dispatch – Alex Lawther als Morisot
- 2021: The Clone – Schlüssel zur Unsterblichkeit – Park Bo-Gum als Seo Bok
- 2021: Black as Night – Frankie Smith als Jamal
- 2022: Ray Donovan – Skyler Gallun als Terry
- 2023: Crater – Thomas Boyce als Marcus Tollefson
- 2023: Elemental – als Erde Pflücker

### Serien
- 2009: Nouky und seine Freunde – als Paco
- 2009: Emma – Joshua Jones als James Knightley
- 2013: Da Vinci’s Demons – Ted Allpress als Leonardo da Vinci (Kind)
- 2014: Silk – Roben aus Seide – Alexander Arnold als David Cowdrey
- 2017: White Gold – John J. Joseph als Phillip
- 2019: The Bay – Thomas Law als DC Eddie Martin
- 2020: Das Damengambit – Max Krause als Arthur Levertov
- 2020: Ragnarök – Ruben Rosbach als Kiwi
- 2020: Gangs of London – Craig Canning als Matthew
- 2021: Kein Friede den Toten – Alex Ricart als Gonzalo
- 2021–2023: Reservation Dogs – D'Pharaoh Woon-A-Tai als Bear Smallhill
- 2022: Monster: Die Geschichte von Jeffrey Dahmer – Austin Cauldwell als Rick
- 2022: Pistol – Jacob Slater als Paul 'Cookie' Cook
- 2022: Trom – Tödliche Klippen – Brandur Teitsson als Trygvi í Rong
- 2023: Mashle – Yuuichirou Umehara als Abel Walker

## Filmografie
- 2023: Gute Zeiten, schlechte Zeiten (Fernsehserie)

## Hörspiel (Auswahl)
- 2006: Rudyard Kipling: Das Dschungelbuch (WDR – Regie: Frank-Erich Hübner) – als Mogli
- 2006: Jostein Gaarder: Das Schloss der Frösche (WDR – Regie: Angeli Backhausen) – als Kind
- 2006: Anna Kaleri: Prinzessin Wunderlich will zur Schule gehen (5 Teile) (WDR – Regie: Susanne Krings-Tito) – als Theo
- 2006: Martin Geck: Auf die Plätzchen, fertig los!: Frohe Weihnachten, liebes Schmürz (WDR/Headroom – Regie: Theresia Singer) – als Oskar
- 2007: Peter Steinbach: Zarah Leander – Honig aus dem Maul der Löwen (3 Teile) (WDR – Regie: Claudia Johanna Leist) – als Michael
- 2008: Otfried Preußler: Das kleine Gespenst (4 Teile) (WDR – Regie: Annette Kurth) – als Herbert
- 2008: Silke Lambeck: Herr Röslein (WDR – Regie: Axel Pleuser) – als Ole
- 2009: Marianne Wendt: Die Raben des Barbarossa (SWR – Regie: Steffen Moratz) – als Jacob
- 2009: Sabine Schwiers: Geschichten vom Johannes-Hof (4 Teile) (WDR – Regie: Rolf Mayer) – als Max
- 2009: Silke Lambeck: Herr Röslein kommt zurück (WDR – Regie: Axel Pleuser) – als Ole
- 2010: Lynn Brittney: Nathan Fox – im Auftrag ihrer Majestät (WDR – Regie: Klaus Prangenberg) – als Nathan Fox
- 2010: Tom Angleberger: Yoda ich bin! Alles ich weiß! – als Mike[1]
- 2011: Tom Angleberger: Darth Paper schlägt zurück – als Mike
- 2011: Marjaleena Lembcke: Die Füchse von Andorra (WDR – Regie: Annette Kurth) – als Jonathan
- 2012: Ralph Erdenberger: Faust jr. Ermittelt: Die Rückkehr des Rattenfängers (Regie: Ralf Erdenberger) – als Janus[2]
- 2012: Tom Angleberger: Star Wars Wookiee - Zwischen Himmel und Hölle – als Kellen
- 2014: Francis Hunger: Schwerelosigkeit für alle (WDR – Regie: Thomas Werner) – als Kyrill Schukow
- 2015: Thorsten Nesch: School Shooter (WDR – Regie: Annette Kurth) – als Wiese
- 2016: Juan Mayorga: Der Junge aus der letzten Reihe (WDR – Regie: Jörg Schlüter) – als Rafa
- 2016: Albrecht Koch: 45 Umdrehungen (35 Folgen) (WDR – Regie: Jörg Schlüter) – als Clemens Vogt (Sohn)[3]
- 2016: Anthony Horowitz: Sherlock Holmes und das Geheimnis des weißen Bandes (3 Teile) (WDR – Regie: Bastian Pastewka) – als Harry/Patrick